# 唇齒鱨
唇齒鱨，為輻鰭魚綱鯰形目鱨科的其中一種，為熱帶淡水魚類，分布於亞洲泰國至印尼淡水流域，體長可達40公分，棲息在泥底質底層水域，以昆蟲及小魚為食，生活習性不明，可做為食用魚。